# Corcubión
Corcubión település Spanyolországban, A Coruña tartományban.  Lakosainak száma 1678 fő (2024).

## Népesség
A település népessége az utóbbi években az alábbiak szerint változott:
| Lakosok száma | 2001 | 1964 | 1912 | 1815 | 1767 | 1672 | 1606 | 1589 | 1606 | 1678 |
|               | 2001 | 2004 | 2006 | 2009 | 2011 | 2014 | 2016 | 2019 | 2021 | 2024 |